# 한석진
한석진(韓錫晋, 1868년 - 1939년)은 장로교 목사이다. 한국인 최초의 7인의 목사중에 한 사람이며, 일제강점기 경기충청노회장, 조선예수교장로회 제6대 총회장, 연합공의회 회장 등을 역임한 목사. 사회운동가이다.

## 생애
1868년 평안북도 의주읍에서 출생하였다. 아버지는 한지운(韓祉云)이다. 서북 지역의 전통적인 유교 선비 집안에서 출생하여, 어려서부터 한문을 배웠으나 유교의 형식적인 도덕관념에 실증을 느끼고 있던 중 백홍준과 서상륜 등으로부터 전도를 받았다. 그리고 1891년 의주를 방문한 미국 북장로회 선교사 새뮤얼 오스틴 모펫(S. A. Moffett)에게 세례를 받았다. 이후 상경하여 언더우드(H. G. Underwood) 신학반에서 성경과 교리를 배웠고, 1893년 새뮤얼 오스틴 모펫과 함께 평양 선교 개척자로 파송을 받아 평양 대동문 안 널다리골에서 집회를 시작하였는데, 그것이 후에 장대현교회가 되었다. 그는 평양 외곽에도 전도하여 융진교회와 자덕교회, 남창교회, 소우물(장천)교회, 구동창교회, 추빈리교회, 미정리교회, 무진교회 등을 설립하였다. 1898년 독립협회 관서지회 규칙위원으로 활동하였는데, 그의 '애국적' 연설(설교)을 듣고 도산 안창호가 기독교인으로 개종한 것으로 전해진다.
1903년 소우물교회 장로로 장립되었고, 1904년부터 신학 수업을 받아 1907년 6월 길선주와 방기창, 서경조, 송인서, 이기풍, 양전백 등과 함께 평양장로회신학교를 제1회로 졸업한 후, 그 해 9월 조직된 조선예수교장로회 독노회에서 목사 안수를 받았다. 이후 대동군 소우물교회와 미림교회, 이천교회 등을 담임하였고, 1909년 일본으로 건너가 도쿄 유학생들 중심의 한인연합교회를 설립하였으며, 1910년 2월 초교파 연합신문 『예수교회보』를 창간, 발행하였다. 이후 1911년 서울 안동교회, 1917년 마산 문창교회, 1921년 신의주제일교회를 담임하였고, 1912년 경기충청노회장, 1917년 조선예수교장로회 제6대 총회장이 되었다. 그는 장로교 총회장으로 중단 위기의 산동선교를 재개하였고, 1918년 초교파 연합 기구인 ‘조선예수교장감연합공의회’(1924년 '조선예수교연합공의회'로 개칭)의 창설을 적극 추진하였다. 1926년 연합공의회 회장으로 선출되어 그 무렵 일본 제국의회에서 입법 추진하고 있던 「종교단체법」 반대운동을 전개했다.
민족적 자의식이 강했던 한석진은 한국 교회에 대한 선교사들의 지나친 간섭과 통제도 반대했다. 그는 평양과 서울, 마산, 신의주에서 목회하며 예배당을 건축할 때마다 한국 교인들의 헌금으로 짓겠다는 원칙을 고수하였다. 1925년 12월, 미국 해외선교운동가 존 모트(J. R. Mott) 박사의 내한을 계기로 서울 조선호텔에서 '조선기독교봉역자의회'(朝鮮基督敎奉役者議會)가 개최되었을 때, 한국교회 대표로 참석해서 동석한 원로 선교사들을 향해 "한국교회는 한국인들에게 맡겨두고 선교사들은 떠나라."고 발언하여 참석자들을 놀라게 하였다. 그는 선교사들에 의해 도입된 '교파주의'도 반대하였다. 그래서 1909년 도쿄 한인교회를 설립할 때 초교파 연합교회로 조직하였고, 1915년 자신이 속했던 경기충청노회에 "교단 명칭을 조선예수교회로 바꾸자."고 헌의하기도 했다. 1930년 강원도 통천군 온정리에 장로교인들의 헌금으로 수양관을 지으면서 '장로교수양관'이라 하지 않고 '기독교수양관'이라 한 것도 그 때문이었다.
한석진은 금강산 기독교수양관 건축 이후 목회 일선에서 은퇴하였고, 1934년 평양 장대현교회 분규 수습위원으로 잠시 활동하였다. 1939년 8월 20일 서울 당인리 자택에서 별세하였다.

## 참고 문헌
- 나라의 독립 교회의 독립 한국기독교 선구자 한석진 목사의 생애와 사상 (이덕주, 기독교문사, 1988)

- 한국기독교 개척자 한석진과 그 시대 (채필근, 대한기독교서회, 1971)

- 「조선의 초대 7목사: 한석진 목사」(『게자씨』6권 8호,1937.8.)

- 「한국 기독교 인물사: 한석진 목사전」(오문환,『한국기독시보』1957.7.30.∼1958.2.28.)

## 같이 보기
- 길선주

- 한국의 목회자 목록

1. ↑  “한석진”. 《한국민족문화대백과사전》. 2021년 11월 11일에 원본 문서에서 보존된 문서. 2021년 11월 11일에 확인함.